# Dismorphia altis
Dismorphia altis is een vlindersoort uit de familie van de Pieridae (witjes), onderfamilie Dismorphiinae.
Dismorphia altis werd in 1910 beschreven door Fassl.